# Pipraeidea melanonota
La tangara de antifaz  (Pipraeidea melanonota), también denominada saíra de antifaz (en Argentina), viuvá o viuva de antifaz (en Colombia), tangará de antifaz (en Paraguay), cachaquito viuva (en Venezuela),  viuvá o viuva (en Uruguay y Argentina), tangara pechianteada (en Ecuador) o tangara de pecho anteado (en Perú), es una especie de ave paseriforme de la familia Thraupidae, la única perteneciente al  género Pipraeidea. Es nativa de diversas regiones de América del Sur.

## Distribución y hábitat
Se distribuye en algunas áreas disjuntas: una extensa faja que comienza en la cordillera de la Costa del norte de Venezuela, sigue hacia el sur por la cordillera de los Andes de Venezuela, Colombia, Ecuador, Perú, Bolivia, hasta el noroeste de Argentina; en el sureste de Venezuela y extremo norte de Brasil; en el sureste, centro-oeste y sur de Brasil (desde Bahía hasta Rio Grande do Sul, y al oeste hasta Mato Grosso do Sul), este de Paraguay y noreste de Argentina (Misiones, Corrientes); y en las dos márgenes del río de la Plata, en el centro este de Argentina (Entre Ríos y noreste de Buenos Aires) y centro y sur de Uruguay.
Esta especie puede ser poco común a bastante común en una variedad de hábitats naturales: los bordes del bosque, pastizales tupidos con arbustos y bosque de galería, tanto de montaña como de llanura, clareras y jardines, áreas cultivadas, principalmente entre 1000 y 2800 m de altitud, localmente (o estacionalmente) más bajo. En el sureste de Sudamérica alcanza como máximo los 1000 m de altitud.

## Descripción
En promedio mide 14 cm y pesa entre 18 a 25 g. El pico es ancho y relativamente corto, similar a los picos de las aves de la familia Hirundinidea. Presenta patas y cola relativamente cortas y alas largas. Las características de coloración más particulares son la corona de color azul cielo, la máscara o antifaz negro que se extiende por los ojos hasta las coberturas oculares y el lomo y alas color azul oscuro . El macho presenta píleo, cubiertas y rabadilla color azul celeste, la zona de la garganta y vientre son de un color canela, presenta espalda de color azul oscuro y una cola de azul crepúsculo. El iris es de color rojo oscuro o rojo café, y el pico presenta una mandíbula inferior de color gris. La hembra de la especie presenta una coloración similar a la del macho pero con una tonalidad más opaca, particularmente en la zona de la corona con una coloración café en la espalda. En algunas ocasiones se ha observado que la hembra tiene las partes superiores de color gris azulado. Los juveniles de la especie no presentan patrones de coloración tan marcados, sino que son de un color café apagado .

## Comportamiento
Estas aves se han observado solas o en parejas, generalmente en áreas semiabiertas, forrajeando calladamente a cualquier altitud, a menudo saltitando en grandes ramas y generalmente no acompañan bandadas mixtas.

### Alimentación
Su dieta consiste de frutos, insectos y semillas de algunos tipos de hierbas dañinas que son recogidas en la copa de los árboles, en el tronco y en las ramas. Prefiere el fruto del níspero (Eriobotrya japonica). Capturan mariposas en el aire, en vuelos cortos y rápidos.

### Reproducción
Construye un nido expuesto y elaborado, con musgo, tallos de yuyos e internamente con nervaduras y algunas cerdas, colocado en la rama de un árbol, entre los 15 y 20 m de altura desde el suelo. Pone tres huevos, ovoidales, verdes pálidos con pintas castañas, pardas y grises, distribuidas por toda la superficie
pero más concentradas en el polo mayor, que miden en promedio 22 x 18 mm. Sufre parasitismo de puesta por Molothrus bonariensis.

### Vocalización
Los patrones de voz o el llamado de esta especie, son considerados sigilosos. Puede emitir una serie de notas en tonos de «sii» o «swii» agudo. El canto puede ser en series de cuatro o cinco notas lentas, o en alrededor de una docena de notas con ritmo más rápido .

## Sistemática

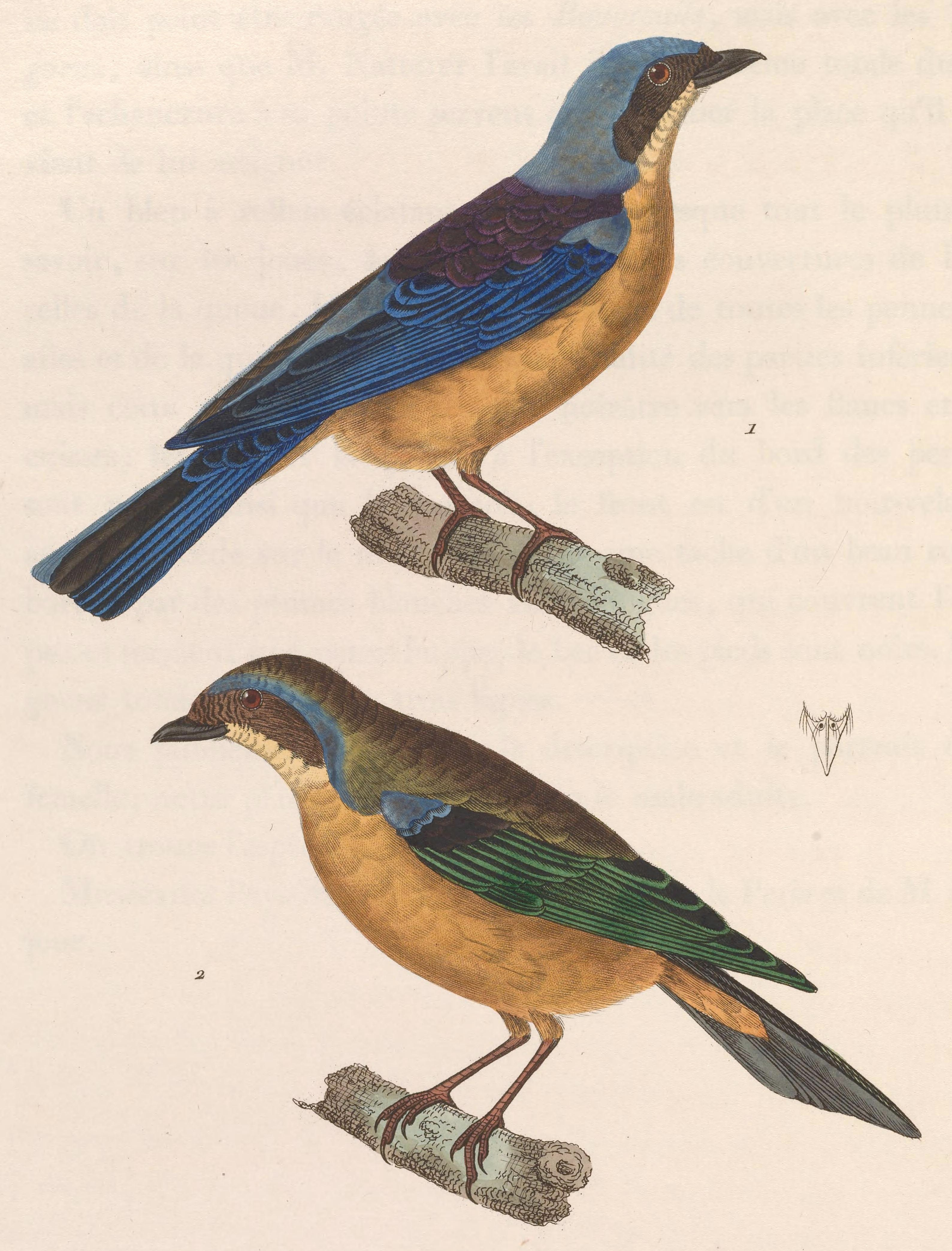
Tanagra vittata = Pipraeidea melanonota, macho (arriba) y hembra (abajo), ilustración de Huet le Jeune y Prêtre en Nouveau recueil de planches coloriées d'oiseaux, 1838.

### Descripción original
La especie P. melanonota fue descrita por primera vez por el naturalista francés Louis Pierre Vieillot en el año 1819 bajo el nombre científico Tanagra melanonota; su localidad tipo es: «Río de Janeiro, Brasil».
El género Piraeidea fue propuesto por el naturalista británico William Swainson en el año 1827.

### Etimología
El nombre genérico femenino «Pipraeidea» se compone del género Pipra Linnaeus, 1764, que deriva del griego «pipra, también piprō, piprōs o pipōn»: pequeña ave mencionada por Aristóteles y por otros autores, pero nunca adecuadamente identificada, y «eidos»: que se parece, semejante; y el nombre de la especie «melanonota» se compone de las palabras griegas  «melas»: negro, «nothōs»: de espalda, de dorso, en referencia a la coloración del dorso de la especie.

### Taxonomía
Los amplios estudios filogenéticos recientes demuestran que la presente especie es hermana de Rauenia bonariensis, en una subfamilia Thraupinae. Como resultado de estos estudios, la actualmente denominada especie R. bonariensis, históricamente colocada en el género Thraupis debido a las semejanzas morfológicas, fue transferida por diversos autores al presente género como Pipraeidea bonariensis. Sin embargo, un trabajo posterior de Piacentini (2017) demostró que las especies difieren marcadamente en plumaje, morfología, vocalización y comportamiento, y que la colocación de bonariensis en Pipraeidea crearía un género no dignosticable, en fuerte contraposición con los límites genéricos aplicados a otros tráupidos. En la Propuesta N° 867 al Comité de Clasificación de Sudamérica (SACC) se aprobó la transferencia a un género propio Rauenia.

### Subespecies
Según las clasificaciones del Congreso Ornitológico Internacional (IOC) y Clements Checklist/eBird v.2019 se reconocen dos subespecies, con su correspondiente distribución geográfica:
- Pipraeidea melanonota venezuelensis (P. L. Sclater, 1857) - Habita en regiones selváticas de laderas andinas o sus proximidades, desde Venezuela, Colombia, Ecuador, Perú, Bolivia, y el noroeste de la Argentina hasta Catamarca.
- Pipraeidea melanonota melanonota (Vieillot, 1819) - Habita en regiones selváticas de llanura y de montañas, así como selvas en galería, en el sureste y sur del Brasil, el este de Paraguay, Uruguay, y el este de Argentina, llegando por el sur hasta la localidad de Punta Indio.